# علی النعیمی
علی النعیمی (به عربی: علي النعيمي) (زاده ۱۹۳۵) سیاست‌مدار و مدیر ارشد اجرایی اهل عربستان سعودی است، که از سال ۱۹۹۵ تا ۲۰۱۶ وزیر نفت و منابع معدنی عربستان سعودی بود. وی پیش‌تر به‌عنوان رئیس هیئت مدیره شرکت سعودی آرامکو و نیز رئیس دانشگاه علم و صنعت ملک عبدالله نیز فعالیت می‌کرد. النعیمی در فاصله سال‌های ۱۹۸۳ تا ۱۹۹۵ مدیرعامل شرکت نفتی سعودی آرامکو بود.